# Príncipes na Torre

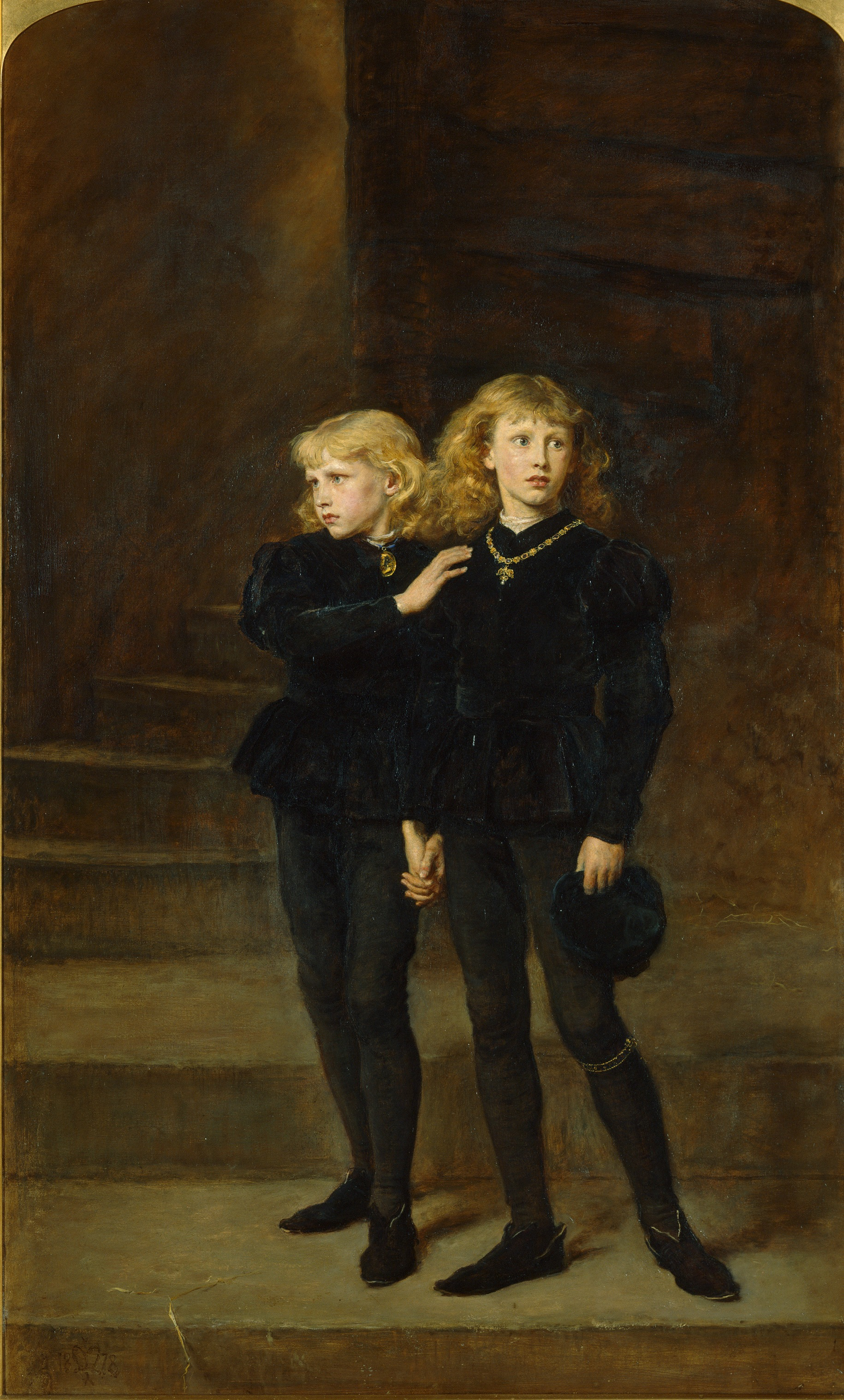
Os Dois Príncipes Eduardo e Ricardo na Torre, 1483 por Sir John Everett Millais, 1878, parte da coleção de imagens Royal Holloway. Eduardo V à direita usa a liga da Ordem da Jarreteira abaixo do joelho esquerdo.

Os Príncipes na Torre refere-se aos dois filhos do rei Eduardo IV com Isabel Woodville, o rei Eduardo V e Ricardo de Shrewsbury, Duque de Iorque. Quando tinham 12 e 9 anos, respectivamente, foram alojados na Torre de Londres por seu tio paterno e regente Ricardo, Duque de Gloucester em uma suposta preparação para a coroação de Eduardo V. No entanto, antes que o jovem rei pudesse ser coroado, ele e seu irmão foram declarados ilegítimos. Assim, o Duque de Gloucester ascendeu ao trono como Ricardo III.
Não é claro o que aconteceu com os meninos após serem vistos pela última vez na Torre de Londres. Supõe-se que eles foram assassinados; uma hipótese comum é que eles foram mortos por Ricardo III na tentativa de garantir seu domínio no trono. As suas mortes podem ter ocorrido em algum momento de 1483, mas além de seu desaparecimento, a única evidencia é circunstancial.
Em 1674, operários da Torre de Londres desenterraram, debaixo da escada, uma caixa de madeira contendo dois esqueletos humanos pertencentes à crianças. Os ossos foram amplamente aceitos na época como os de Eduardo e Ricardo, mas nunca houve provas concretas da alegação. O rei Carlos II mandou enterrar os ossos na Abadia de Westminster, onde permanecem.

## Antecedentes
Em 9 de abril de 1483, Eduardo IV morreu inesperadamente aos 40 anos de idade após uma doença que durou cerca de três semanas. Na época, seu filho mais velho, o novo rei Eduardo V, estava no Castelo de Ludlow, e o irmão do rei morto, Ricardo, Duque de Gloucester, estava no Castelo de Middleham em Yorkshire. A notícia chegou até o duque por volta de 15 de abril, embora seja contestado que ele havia sido avisado sobre a doença de seu irmão anteriormente. É relatado que ele então foi para a Catedral de Iorque para publicamente jurar sua lealdade ao novo rei. O Croyland Chronicle afirma que, antes de sua morte, Eduardo IV designou seu irmão como Lorde Protetor. O pedido de Eduardo pode não ter importado, já que "como o precedente de Henrique V mostrou, o Conselho Privado não era obrigado a seguir os desejos de um rei morto".
Eduardo V e o Duque de Gloucester partiram do oeste e do norte, respectivamente, para Londres, encontrando-se em Stony Stratford em 29 de abril. Na manhã seguinte, o duque prendeu a comitiva de Eduardo, incluindo o tio dos meninos, Anthony Woodville, 2º Conde Rivers, e seu meio-irmão Sir Richard Gray. Eles foram enviados para o Castelo de Pontefract, em Yorkshire, onde, em 25 de junho, foram decapitados. O duque então tomou posse do próprio rei, fazendo Isabel Woodville a levar seu outro filho, Ricardo, Duque de Iorque, e suas filhas para o asilo na Abadia de Westminster.
O novo rei e seu tio chegaram a Londres juntos. Os planos para a coroação de Eduardo continuaram, mas a data foi adiada de 4 de maio para 25 de junho. Em 19 de maio de 1483, Eduardo foi alojado na Torre de Londres, então residência tradicional dos monarcas antes da coroação. Em 16 de junho, ele foi acompanhado por seu irmão mais novo, Ricardo, duque de Iorque, que estava anteriormente no asilo. Nesse ponto, a data da coroação de Eduardo foi adiada indefinidamente por seu tio. No domingo, 22 de junho, um sermão foi pregado pelo Dr. Ralph Shaa, irmão do prefeito de Londres, em Saint Paul's Cross, afirmando que o duque de Gloucester era o único herdeiro legítimo da Casa de Iorque. Em 25 de junho, "um grupo de senhores, cavaleiros e cavalheiros" pediu a Ricardo que assumisse o trono. Ambos os príncipes foram posteriormente declarados ilegítimos pelo Parlamento; isso foi confirmado em 1484 por um Ato do Parlamento conhecido como Titulus Regius. O ato afirmava que o casamento de Eduardo IV e Elizabeth Woodville era inválido por causa do pré-contrato de casamento de Eduardo com Lady Eleanor Butler. O duque foi coroado rei Ricardo III da Inglaterra em 6 de julho. A declaração de ilegitimidade dos meninos foi descrita por Rosemary Horrox como uma justificativa ex post facto para a ascensão de Ricardo, ou seja, é uma lei que altera retroativamente as consequências de ações que foram cometidas.

## Desaparecimento
Dominic Mancini, um frade italiano que visitou a Inglaterra na década de 1480 e que esteve em Londres na primavera e no verão de 1483, registrou que depois que Ricardo III assumiu o trono, Eduardo V e seu irmão mais novo, Ricardo, foram levados para os "apartamentos internos da Torre" e então foram vistos cada vez menos até que desapareceram completamente. Mancini registrou que durante esse período Eduardo era visitado regularmente por um médico, que relatou o menino:
Como uma vítima preparada para o sacrifício, buscava a remissão de seus pecados pela confissão e penitência diárias, porque acreditava que a morte o esperava.
A referência latina Argentinus medicus foi originalmente traduzida como "um médico de Estrasburgo"; no entanto, D. E. Rhodes sugere que pode realmente se referir ao "Doutor Argentino", a quem Rhodes identifica como John Argentina, um médico inglês que mais tarde serviu como reitor do King's College, Cambridge, e como médico de Artur, príncipe de Gales, filho mais velho do rei Henrique VII.
Há relatos de que os dois príncipes foram vistos brincando no terreno da torre logo depois que Ricardo se juntou a seu irmão, mas não há registros de avistamentos de nenhum deles após o verão de 1483. Uma tentativa de resgatá-los no final de julho falhou. Seu destino permanece um mistério duradouro.
Muitos historiadores acreditam que os príncipes foram assassinados; alguns sugeriram que o ato pode ter acontecido no final do verão de 1483. Maurice Keen argumenta que a rebelião contra Ricardo em 1483 inicialmente "visava resgatar Eduardo V e seu irmão da Torre antes que fosse tarde demais", mas que, quando o Duque de Buckingham se envolveu, passou a apoiar Henrique Tudor porque "Buckingham quase certamente sabia que os príncipes da Torre estavam mortos". Alison Weir propõe 3 de setembro de 1483 como uma data potencial, porém o trabalho foi criticado por "chegar a uma conclusão que depende mais de sua própria imaginação do que das evidências incertas que ela apresentou de forma tão enganosa".
Clements Markham sugere que os príncipes poderiam estar vivos até julho de 1484, apontando para os regulamentos emitidos pela família de Ricardo III que afirmavam: "as crianças devem estar juntas em um café da manhã". James Gairdner, no entanto, argumenta que não está claro a quem a frase "as crianças" alude, e que pode não ter sido uma referência aos príncipes. Pode-se referir a Eduardo, Conde de Warwick, filho de Jorge, Duque de Clarence, e às duas filhas mais novas de Eduardo IV, Catarina e Brígida, todos vivendo sob os cuidados de Ricardo em Sheriff Hutton.

## Evidências
Além de seu desaparecimento, não há nenhuma evidência direta de que os príncipes foram assassinados, e "nenhuma fonte confiável, bem informada, independente ou imparcial" para os eventos associados. No entanto, após seu desaparecimento, espalharam-se rapidamente rumores de que haviam sido assassinados. Existe apenas uma narrativa contemporânea dos meninos na torre: a de Dominic Mancini. O relato de Mancini só foi descoberto em 1934, na Biblioteca Municipal de Lille. Relatos posteriores escritos após a ascensão de Henrique VII são frequentemente considerados tendenciosos ou influenciados pela propaganda Tudor.
Foram encontrados quatro corpos não identificados que são considerados possivelmente relacionados com os acontecimentos deste período: dois na Torre de Londres e dois na Capela de São Jorge, Castelo de Windsor. Os encontrados na torre foram enterrados na Abadia de Westminster, mas as autoridades se recusaram a permitir que qualquer conjunto de restos mortais fosse submetido à análise de DNA para identificá-los positivamente como os restos mortais dos príncipes.

### Rumores
Várias fontes sugerem que houve rumores sobre a morte dos príncipes logo após seu desaparecimento. Rumores de assassinato também se espalharam pela França. Em janeiro de 1484, Guillaume de Rochefort, Lorde Chanceler da França, instou os Estados Gerais a "tomarem advertências" sobre o destino dos príncipes, já que seu próprio rei, Carlos VIII, tinha apenas 13 anos. Os primeiros relatórios, incluindo o de Rochefort, Philippe de Commines (político francês), Caspar Weinreich (cronista alemão contemporâneo) e Jan Allertz (registrador de Roterdã), afirmam que Ricardo matou os príncipes antes de assumir o trono, portanto, antes de junho de 1483. As Memórias de De Commines, no entanto, identificam o Duque de Buckingham como a pessoa "que os matou".
Apenas o relato de Mancini é contemporâneo, tendo sido escrito em Londres antes de novembro de 1483. O Croyland Chronicle e o relato de De Commines foram escritos três e dezessete anos depois, respectivamente e, portanto, após a morte de Ricardo III e a ascensão de Henrique VII. Markham, escrevendo muito antes do relato de Mancini ser descoberto, argumentou que alguns relatos, incluindo o Croyland Chronicle, podem ter sido escritos ou fortemente influenciados por John Morton, Arcebispo da Cantuária, a fim de incriminar Ricardo III.

### Escrituras iniciais
As Crônicas de Londres de Robert Fabyan, compiladas cerca de 30 anos após o desaparecimento dos príncipes, cita Ricardo III como o assassino.
Thomas More, leal a Casa de Tudor e tendo crescido na casa de John Morton, um inimigo declarado de Ricardo III, escreveu A História do Rei Ricardo III em 1513. Identificando Sir James Tyrrell como o assassino, agindo sob as ordens de Ricardo. Tyrrell era o servo leal de Ricardo III, que teria confessado o assassinato dos príncipes antes de sua execução por traição em 1502. Em sua história, More disse que os príncipes foram sufocados até a morte em suas camas por dois agentes de Tyrrell, Miles Forrest e John Dighton, e foram então enterrados "ao pé da escada, profundamente no solo sob uma grande pilha de pedras", mas depois foram desenterrados e enterrados em um lugar secreto. O historiador Tim Thornton afirmou que os filhos de Miles Forrest estavam na corte de Henrique VIII, e os contatos de Thomas More com eles poderiam ter dado a ele os detalhes do assassinato.
Polydore Vergil, em sua Anglica Historia, de 1513, também especifica que Tyrrell foi o assassino, afirmando que ele "cavalgou tristemente para Londres" e cometeu o ato com relutância, por ordem de Ricardo III, e que o próprio Ricardo espalhou os rumores de a morte dos príncipes na crença de que isso desencorajaria a rebelião.
As Crônicas de Holinshed, escritas na segunda metade do século XVI, afirmam que os príncipes foram assassinados por Ricardo III. As crônicas foram uma das principais fontes utilizadas por William Shakespeare para sua peça Ricardo III, que também retrata Ricardo como o assassino, no sentido de que ele encarrega Tyrrell de mandar matar os meninos. A. J. Pollard acredita que o relato da crônica refletia o "relato padrão e aceito" contemporâneo, mas que na época em que foi escrito "a propaganda havia se transformado em fato histórico".
More escreveu seu relato com a intenção de escrever sobre um ponto moral em vez de uma história intimamente espelhada. Embora o relato de More dependa de algumas fontes de primeira mão, o relato geralmente é obtido de outras fontes. Além disso, o relato de More é uma das bases para Ricardo III de Shakespeare, que também acusa Ricardo de assassinar os jovens príncipes.

## Corpos

### Torre de Londres
Em 17 de julho de 1674, operários que remodelavam a Torre de Londres desenterraram uma caixa de madeira contendo dois pequenos esqueletos humanos. Os ossos foram encontrados enterrados 3,0 metros sob a escada que leva à capela da Torre Branca. Os restos mortais não eram os primeiros esqueletos de crianças encontrados dentro da torre; os ossos de duas crianças haviam sido encontrados anteriormente "em uma velha câmara que havia sido emparedada", que Pollard sugere que poderia muito bem ter sido dos príncipes. A razão pela qual os ossos foram atribuídos aos príncipes foi porque a localização correspondia parcialmente ao relato dado por More. No entanto, More afirmou ainda que eles foram posteriormente transferidos para um "lugar melhor", o que discorda de onde os ossos foram descobertos.

A escada sob a qual os ossos foram encontrados ainda não havia sido construída, na época de Ricardo III. Um relatório anônimo foi que eles foram encontrados com "pedaços de trapo e veludo sobre eles"; o veludo poderia indicar que os corpos eram de aristocratas. Quatro anos após sua descoberta, os ossos foram colocados em uma urna e, por ordem do rei Carlos II, enterrados na Abadia de Westminster, na parede da Capela de Henrique VII. Um monumento desenhado por Christopher Wren marca o local de descanso dos supostos príncipes. A inscrição, escrita em latim, afirma: 
Aqui jazem os restos mortais de Eduardo V, rei da Inglaterra, e Ricardo, duque de York, cujos ossos há muito desejados e muito procurados, depois de mais de cento e noventa anos, foram encontrados enterrados nas profundezas sob os escombros da escada que conduzia à Capela da Torre Branca, a 17 de julho do ano de Nosso Senhor de 1674.
Os ossos foram removidos e examinados em 1933 pelo arquivista da Abadia de Westminster, Lawrence Tanner; um importante anatomista, o professor William Wright; e o presidente da Associação Odontológica, George Northcroft. Medindo certos ossos e dentes, eles concluíram que os ossos pertenciam a duas crianças com idades próximas dos príncipes. Descobriu-se que os ossos foram enterrados descuidadamente junto com ossos de galinha e outros animais. Havia também três pregos muito enferrujados. Um esqueleto era maior que o outro, mas muitos dos ossos estavam faltando, incluindo parte do maxilar do menor e todos os dentes do maior. Muitos dos ossos foram quebrados pelos trabalhadores originais. O exame foi criticado, alegando que foi conduzido com base na presunção de que os ossos eram dos príncipes e se concentrou apenas em saber se os ossos apresentavam evidências de sufocamento; nenhuma tentativa foi feita para determinar se os ossos eram masculinos ou femininos.
Nenhum outro exame científico foi realizado nos ossos, que permanecem na Abadia de Westminster, e a análise de DNA não foi tentada. Uma petição foi iniciada no site do governo britânico solicitando que os ossos fossem testados por DNA, mas foi encerrada meses antes da data prevista. Se tivesse recebido 100.000 signatários, um debate parlamentar teria sido desencadeado. Pollard aponta que mesmo que o DNA moderno e a datação por carbono provem que os ossos pertenciam aos príncipes, isso não provaria quem ou o que os matou.

### Capela de São Jorge, Castelo de Windsor
Em 1789, operários que faziam reparos na Capela de São Jorge, no Castelo de Windsor, redescobriram e acidentalmente invadiram o cofre de Eduardo IV e da rainha Isabel, descobrindo no processo o que parecia ser um pequeno cofre adjacente. Foi descoberto que esse cofre foi feito para conter os caixões de duas crianças não identificadas. No entanto, nenhuma inspeção ou exame foi realizado e a tumba foi lacrada novamente. A tumba foi inscrita com os nomes de dois dos filhos de Eduardo IV: Jorge, 1º Duque de Bedford, que morreu aos 2 anos de idade, e Maria de Iorque, que morreu aos 14 anos; ambos haviam falecidos antes do rei. No entanto, dois caixões de chumbo claramente rotulados como Jorge Plantageneta e Maria Plantageneta foram posteriormente descobertos em outro lugar da capela durante a escavação da tumba real do rei Jorge III, mas na época nenhum esforço foi feito para identificar os dois caixões de chumbo que já estavam na abóbada de Eduardo IV.
No final da década de 1990, uma reforma estava sendo realizado perto e ao redor do túmulo de Eduardo IV na Capela de São Jorge; a área do piso foi escavada para substituir uma antiga caldeira e também para adicionar um novo repositório para os restos mortais dos futuros Reitores e Cônegos de Windsor. Um pedido foi encaminhado ao Reitor e Cônegos de Windsor para considerar um possível exame dos dois cofres por câmera de fibra ótica ou, se possível, um reexame dos dois caixões de chumbo não identificados na tumba. A escavação arqueológica de Leicester em 2012 despertou um interesse renovado em reescavar os esqueletos dos príncipes, mas a rainha Isabel II nunca concedeu a aprovação necessária para qualquer teste de um membro da realeza enterrado. Em 2022, Tracy Borman, curadora-chefe adjunta dos Palácios Reais Históricos, afirmou que o rei Carlos III tinha "uma visão muito diferente" sobre o assunto e poderia potencialmente apoiar uma investigação.

## Teorias
A ausência de evidências concretas sobre o que aconteceu com os príncipes levou à criação de várias teorias. A teoria mais comum é que eles foram assassinados perto da época em que desapareceram, e entre os historiadores e autores que aceitam a teoria do assassinato, a explicação mais comum é que eles foram assassinados por Ricardo III.

### Ricardo III
Muitos historiadores concluem que Ricardo III, tio dos príncipes, é o culpado mais provável no caso do desaparecimento dos príncipes por uma série de razões. Embora os príncipes tenham sido eliminados da sucessão, o controle de Ricardo sobre a monarquia era muito instável devido à maneira como ele havia alcançado a coroa, levando a uma reação contra ele por parte da Casa de Iorque. Já havia sido feita uma tentativa de resgatá-los e restaurar Eduardo V ao trono, evidência clara de que a existência dos príncipes continuaria sendo uma ameaça enquanto eles estivessem vivos. Os meninos poderiam ser usados pelos inimigos de Ricardo como figuras de proa para a rebelião.

Rumores de sua morte estavam em circulação no final de 1483, mas Ricardo nunca tentou provar que eles estavam vivos, o que sugere fortemente que eles já estavam mortos naquela época. No entanto, ele não ficou calado sobre o assunto. Raphael Holinshed, em suas Crônicas da Inglaterra, Escócia e Irlanda, escritas em 1577, relata que 
[Ricardo III] com a purificação e declaração de sua inocência em relação ao assassinato de seus sobrinhos para o mundo, e com o custo de obter o amor e o favor do laço comunal, que exteriormente glosou e dissimulou abertamente com ele [...] deu prodigamente tantas e tão grandes recompensas, que agora ambos lhe faltavam, e escassamente com honestidade como pedir emprestado.
Ricardo também falhou em abrir uma investigação sobre o assunto, o que teria sido de seu interesse se ele não fosse o responsável pela morte de seus sobrinhos.
Ele estava longe da corte em uma progressão pelas terras centrais para a Casa de York na época em que os príncipes desapareceram, então se eles tivessem morrido nessa época, ele não teriam conseguido matá-los pessoalmente. Porém eles estavam sob guarda na Torre de Londres, que era controlada por seus homens, e o acesso a eles era estritamente limitado por suas ordens. Ricardo poderia, portanto, ter comandado um de seus lacaios à assassinar os príncipes em seu nome, mas é improvável que eles pudessem ter sido assassinados sem seu conhecimento. Esta é a versão apresentada por More e Polydore Vergil, que nomeiam Sir James Tyrrell como o assassino. Tyrrell foi um cavaleiro inglês que lutou pela Casa de York em várias ocasiões. Tyrrell foi preso pelas forças de Henrique VII em 1502 por apoiar outro pretendente da Casa de York ao trono. Pouco antes de sua execução, Tyrrell é dito por More como tendo admitido, sob tortura, ter assassinado os príncipes a mando de Ricardo III.
O único registro disso é a escrita de Thomas More, que escreveu que, durante seu interrogatório, Tyrrell fez sua confissão sobre os assassinatos, dizendo que Ricardo III ordenou suas mortes. Ele também implicou dois outros homens; apesar de mais questionamentos, no entanto, ele não foi capaz de dizer onde os corpos estavam, alegando que haviam sido enterrados por outro homem. William Shakespeare o retrata como o culpado, procurado por Ricardo após objeções da corte. Esta versão dos eventos é aceita por Alison Weir e Hicks observa que sua carreira de sucesso e rápida promoção após 1483 "é consistente com seu suposto assassinato dos príncipes". No entanto, o único registro da confissão de Tyrrell é através de More. Pollard lança dúvidas sobre a precisão dos relatos de More, sugerindo que foi "uma elaboração de um dos vários relatos circulantes"; no entanto, ele não descarta a possibilidade de ser "apenas sua própria invenção", apontando para as "claras semelhanças com as histórias dos Babes in the Wood". Clements Markham sugere que o relato de More foi na verdade escrito pelo arcebispo Morton e que Tyrrell foi induzido a fingir sua culpa por Henrique VII entre 16 de junho e 16 de julho de 1486, datas de dois perdões gerais que ele recebeu do rei.
A culpa de Ricardo foi amplamente aceita pelos contemporâneos. George Cely, Dominic Mancini, John Rous, Fabyan's Chronicle, Crowland Chronicler e London Chronicle notaram o desaparecimento dos príncipes, e todos exceto Mancini, que observou que não tinha conhecimento do que havia acontecido, repetiram rumores nomeando Ricardo como o assassino. Guillaume de Rochefort, chanceler da França, nomeou Ricardo como o assassino em janeiro de 1484. Também parece ter sido a crença de Isabel Woodville, que iria apoiar Henrique Tudor em sua campanha contra Ricardo III. Um motivo possível para Isabel subsequentemente fazer as pazes com Ricardo e tirar suas filhas do asilo poderia ser que Ricardo fez um juramento solene, perante testemunhas, de proteger e sustentar seus filhos sobreviventes, o que tornava muito menos provável que eles pudessem ser silenciosamente assassinados como se acreditava que seus irmãos haviam sido.

De acordo com essa opinião contemporânea, muitos historiadores atuais consideram o próprio Ricardo como o culpado mais provável. Não houve acusação formal contra Ricardo III sobre o assunto. O Bill of Attainder trazido por Henrique VII não fez nenhuma menção definitiva aos Príncipes na Torre, mas acusou Ricardo de 
Perjúrios antinaturais, maliciosos e grandes traições, homicídios e assassinatos, derramamento de sangue infantil, com muitos outros erros, ofensas odiosas e abominações contra Deus e o homem.
A citação de "derramamento de sangue infantil" pode ser uma acusação do assassinato dos príncipes. Hicks especulou que era uma referência aos discursos feitos no parlamento condenando o assassinato dos príncipes, o que sugeria que a culpa de Ricardo havia se tornado de conhecimento comum.

### Henrique Stafford, 2º Duque de Buckingham
A plausibilidade de Henrique Stafford, 2º Duque de Buckingham, braço direito de Ricardo, como suspeito depende de os príncipes já estarem mortos quando Stafford foi executado em novembro de 1483. Foi sugerido que Buckingham tinha vários motivos potenciais. Como descendente de Eduardo III através de João de Gante, 1º Duque de Lancaster e Tomás de Woodstock, 1º Duque de Gloucester por parte de pai, bem como de João de Gante através de João Beaufort, 1º Conde de Somerset por parte de mãe, Buckingham poderia ter esperado ascender ao trono no devido tempo; alternativamente, ele poderia ter agido em nome de um terceiro.

Alguns, notavelmente Paul Murray Kendall, consideram Buckingham como o suspeito mais provável: sua execução, depois que ele se rebelou contra Ricardo em outubro de 1483, pode significar que ele e o rei se desentenderam; Weir interpreta isso como um sinal de que Ricardo assassinou os príncipes sem o conhecimento de Buckingham e o duque ficou chocado com isso. Um documento português da época sugere Buckingham como culpado, afirmando 
[...] e após o falecimento do rei Eduardo IV no ano de 83, outro dos seus irmãos, o Duque de Gloucester, tinha em seu poder o Príncipe de Gales e o Duque de Iorque, os filhos jovens do referido rei e seu irmão, e os entregou ao Duque de Buckingham, sob cuja custódia os ditos príncipes morreram de fome.
Um documento datado de algumas décadas após o desaparecimento foi encontrado nos arquivos do College of Arms em Londres em 1980, este afirmou que o assassinato "era o vício do duque de Buckingham". Isso levou Michael Bennett a sugerir que possivelmente alguns dos proeminentes apoiadores de Ricardo III, Buckingham e James Tyrrell, assassinaram os príncipes por iniciativa própria, sem esperar pelas ordens de Ricardo. Bennett observou em apoio a essa teoria "após a partida do rei, Buckingham estava no comando efetivo da capital, e sabe-se que quando os dois homens se encontraram um mês depois, houve uma briga profana entre eles".
Buckingham é a única pessoa a ser apontada como responsável em uma crônica contemporânea além do próprio Ricardo. No entanto, por duas razões, é improvável que ele tenha agido sozinho. Em primeiro lugar, se ele fosse culpado de agir sem as ordens de Ricardo, é extremamente surpreendente que Ricardo não tenha colocado a culpa pelo assassinato dos príncipes em Buckingham depois que Buckingham caiu em desgraça e foi executado, especialmente porque Ricardo poderia ter limpado seu próprio nome fazendo isso. Em segundo lugar, é provável que ele precisasse da ajuda de Ricardo para obter acesso aos príncipes, sob vigilância na Torre de Londres, embora Kendall argumentasse como Condestável da Inglaterra, ele poderia ter sido isento dessa decisão. Como resultado, embora seja extremamente possível que ele tenha sido implicado na decisão de assassiná-los, a hipótese de que ele agiu sem o conhecimento de Ricardo não é amplamente aceita pelos historiadores.
Enquanto Jeremy Potter sugeriu que Ricardo teria ficado em silêncio se Buckingham fosse culpado porque ninguém teria acreditado que ele não fazia parte do crime, ele observa ainda que "os historiadores concordam que Buckingham nunca teria ousado agir sem a cumplicidade de Ricardo, ou, pelo menos, conivência”. No entanto, Potter também levantou a hipótese de que talvez Buckingham estivesse fantasiando sobre apoderar-se da coroa neste ponto e viu o assassinato dos príncipes como um primeiro passo para alcançar este objetivo. Esta teoria formou a base do romance histórico de Sharon Penman, The Sunne in Splendor.

### Henrique VII
Henrique Tudor, após se apoderar da coroa como Henrique VII, executou alguns dos pretendentes rivais ao trono. João de Gloucester, filho ilegítimo de Ricardo III, é dito por algumas fontes como um dos executados. Henrique estava fora do país entre o desaparecimento dos príncipes e agosto de 1485, portanto, sua única oportunidade de assassiná-los teria sido após sua ascensão em 1485. Pollard sugere que Henrique, ou aqueles que agiam sob suas ordens, é "a única alternativa plausível para Ricardo III".

Um ano depois de se tornar rei, Henrique se casou com a irmã mais velha dos príncipes, Isabel de Iorque, para reforçar sua reivindicação ao trono. Não querendo que a legitimidade de sua esposa ou sua reivindicação como herdeira de Eduardo IV fosse questionada, antes do casamento ele havia revogado o Titulus Regius, que anteriormente declarava os príncipes e Isabel ilegítimos. Markham sugere que os príncipes foram executados sob as ordens de Henrique entre 16 de junho e 16 de julho de 1486, alegando que foi somente após essa data que as ordens foram divulgadas para circular a história de que Ricardo havia matado os príncipes, e que a mãe dos príncipes, Isabel Woodville sabia que essa história era falsa e, portanto, Henrique teve que silenciá-la. Markham sugere que esta foi a motivação por trás da decisão de Henrique, em fevereiro de 1487, de confiscar todas as terras e posses de Isabel e confiná-la à Abadia de Bermondsey, "onde ela morreu seis anos depois".